# Fant Rozec
Fant Rozec ou Fant Rozeg, de son nom français Françoise Rozec-Andouard, alias Fant Renea Meavenn (Meavenn, du breton « Me a venn », du verbe Mennout, pouvant être traduit par « moi je veux ») ou Catherine Beauchamp, est une poétesse, romancière et dramaturge de langue bretonne, proche du nationalisme breton, née le 12 novembre 1911 à Saint-Marc, ancienne commune fusionnée avec Brest et morte à Pléchâtel le 17 août 2001.

## Biographie
Fant Rozec n'est pas une bretonnante de naissance. Elle aurait appris la langue à l'âge de douze ans auprès d'un voisin. Elle commence sa carrière professionnelle à Paris où elle travaille à la Poste. Elle étudie l'irlandais à la Sorbonne puis se rend en Irlande en 1931 pour perfectionner sa connaissance de la langue.
Fant Rozec apparaît publiquement pour la première fois lors de l'attentat du 7 août 1932 à Rennes, contre le monument célébrant l'annexion de la Bretagne par la France, perpétré par l'organisation clandestine Gwenn ha Du. Apparemment proche de cette organisation, elle revendique publiquement cet attentat et est alors surnommée par la presse « la Vierge rouge de Gwenn ha Du », car son lien avec Ar Falz, association des instituteurs partisans de l'enseignement du breton fondée par Yann Sohier, classée à gauche, voire communisante, en fait l'incarnation de l'aile socialiste du mouvement breton dans la courte période où le parti communiste français justifiait les attentats en Bretagne (1932). Porte-parole de Gwen ha Du, elle revendique aussi d'autres attentats, notamment celui d'Ingrandes qui fit sauter les rails de la voie ferrée Paris - Nantes afin d'empêcher Édouard Herriot de venir célébrer à Nantes le 400e anniversaire de l'édit du Plessis-Macé.
En janvier 1933 elle devient gérante d'Ar Falz. Elle épouse Loeiz Andouard en 1935 dont elle a trois enfants avant leur séparation en 1944.
Elle collabore avec Roparz Hemon dans le cadre de ses émissions en breton à Radio Rennes. Amie un temps de Louis Napoléon Le Roux, elle devient la compagne de Jean-Marie Chanteau, un des chefs du Bezen Perrot, qu'elle épouse lors de son retour à Paris. Elle fuit de Rennes dans le convoi du Bezen Perrot en juillet 1944 et se cache un temps avec Jean-Marie Chanteau à Paris avant de s'enfuir en Irlande. Elle a été interviewée dans deux longs-métrages du cinéaste québécois Pierre Perrault, Un pays sans bon sens! (1970) et C'était un Québécois en Bretagne, madame ! (1977). Revenue en France, elle devient à Paris traductrice pour le compte de l'UNESCO et directrice de la revue Ar Vro, puis s'installe à Saint-Malo.

## Femme de lettres
Fant Rozec n'a écrit que des pièces courtes, nouvelles ou poésies. Son œuvre majeure est la longue nouvelle « Ar Follez yaouank » qui a inspiré le cinéaste Yves Allégret pour son film La jeune folle, mais son attachante œuvre poétique en breton n'a pas été réunie. Elle a un style libre et plutôt fantastique, marqué par l'utilisation des rimes internes.
Elle écrit principalement dans les revues bretonnes Gwalarn, Arvor, Galv, Al Liamm, Combat breton et Stur et participe à la revue politico-culturelle Ar Vro-Gwirionez dans les années 1960-1970.

## Publications
- Iwerzon dishual - Skol S. Enda ; Brest, Gwalarn no 38, genver 1932. Réédités par Mouladurioù Hor Yezh dans le même volume que Ar Follez Yaouank (2016).
- Pa c'houez avel walarn ; Brest, Gwalarn no 43, mezeven 1932.
- Kanoù en deiz, poèmes publiés dans Gwalarn no 53, 1933.
- La jeune folle, nouvelle, Catherine Beauchamp, Les œuvres libres, CLXXXVII, Fayard, Paris, 1937[3].
- Ar follez yaouank, longue nouvelle publiée dans Gwalarn no 140-143, 1941. Rééditée par Hor Yezh / Al Liamm, Brest, 1973. Réédité en 2016 par Mouladurioù Hor Yezh.
- Ar Gelted Kozh, Skridou Breiz, Brest, 1943
- Une petite Irlande d'été